# Iñaki Ábalos
Iñaki Ábalos (San Sebastian, 9 juli 1956) is een Baskisch architect. Hij studeerde aan de Hogere Technische School voor Architectuur van Madrid. Hij heeft gedurende zijn carrière onder andere lesgegeven aan de Princeton-universiteit, Cornell-universiteit en Columbia-universiteit. Sinds 2013 is hij werkzaam bij het departement voor architectuur van Harvard.
Ábalos is verantwoordelijk geweest voor vele ontwerpen, waarvan het merendeel van Spanje. Hij heeft echter ook meerdere bouwwerken ontworpen in China, Zwitserland, Colombia en Italië. Hij noemt de Woermann Toren in Las Palmas de Gran Canaria als zijn favoriete eigen werk. Hij heeft tevens aangegeven dat het werk van tijdgenoten Kazuyo Sejima en Jacques Herzog hem interesseert. 

## Galerij

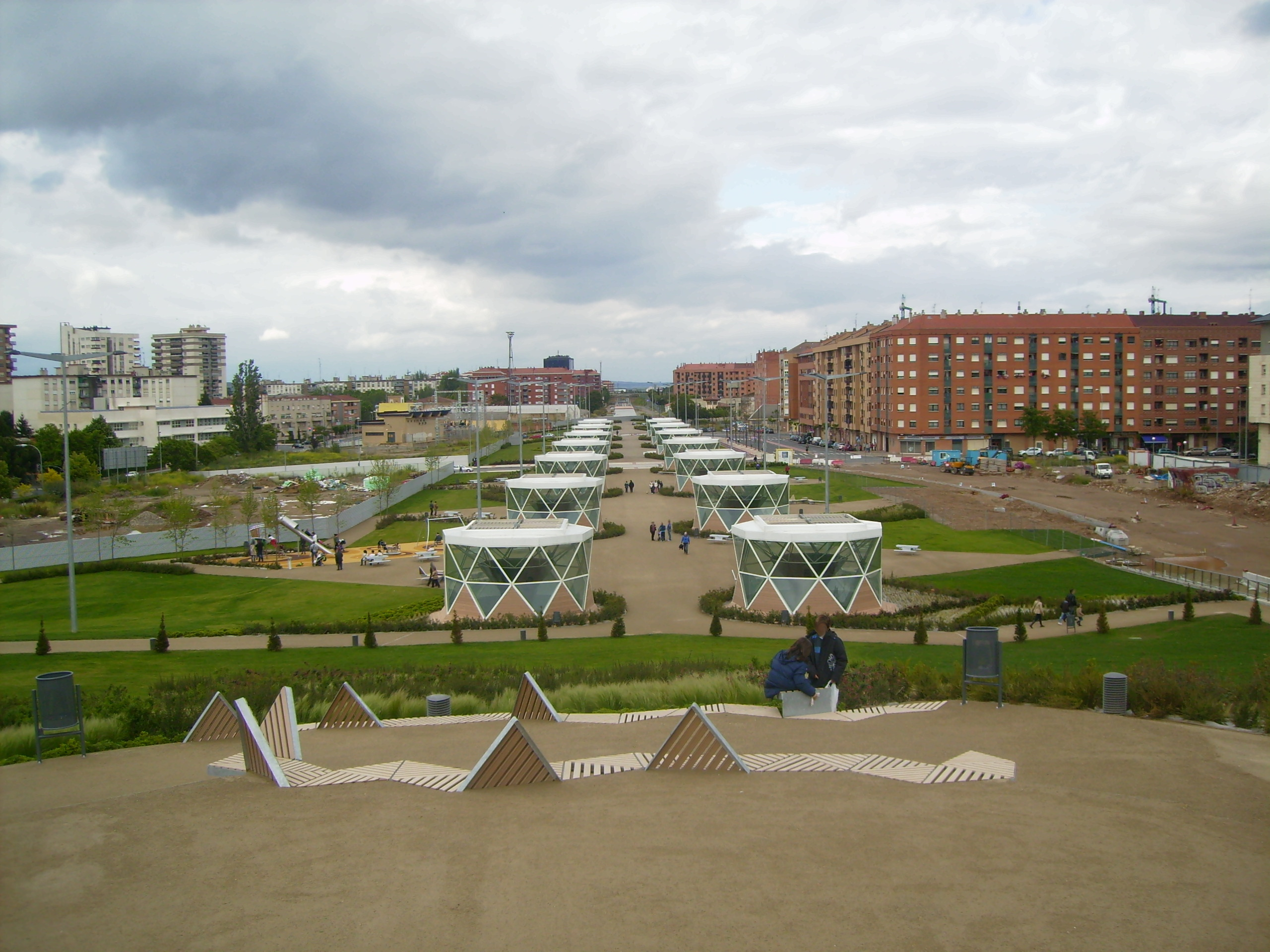
Parque del Rey Don Felipe VI in Logroño (2013)
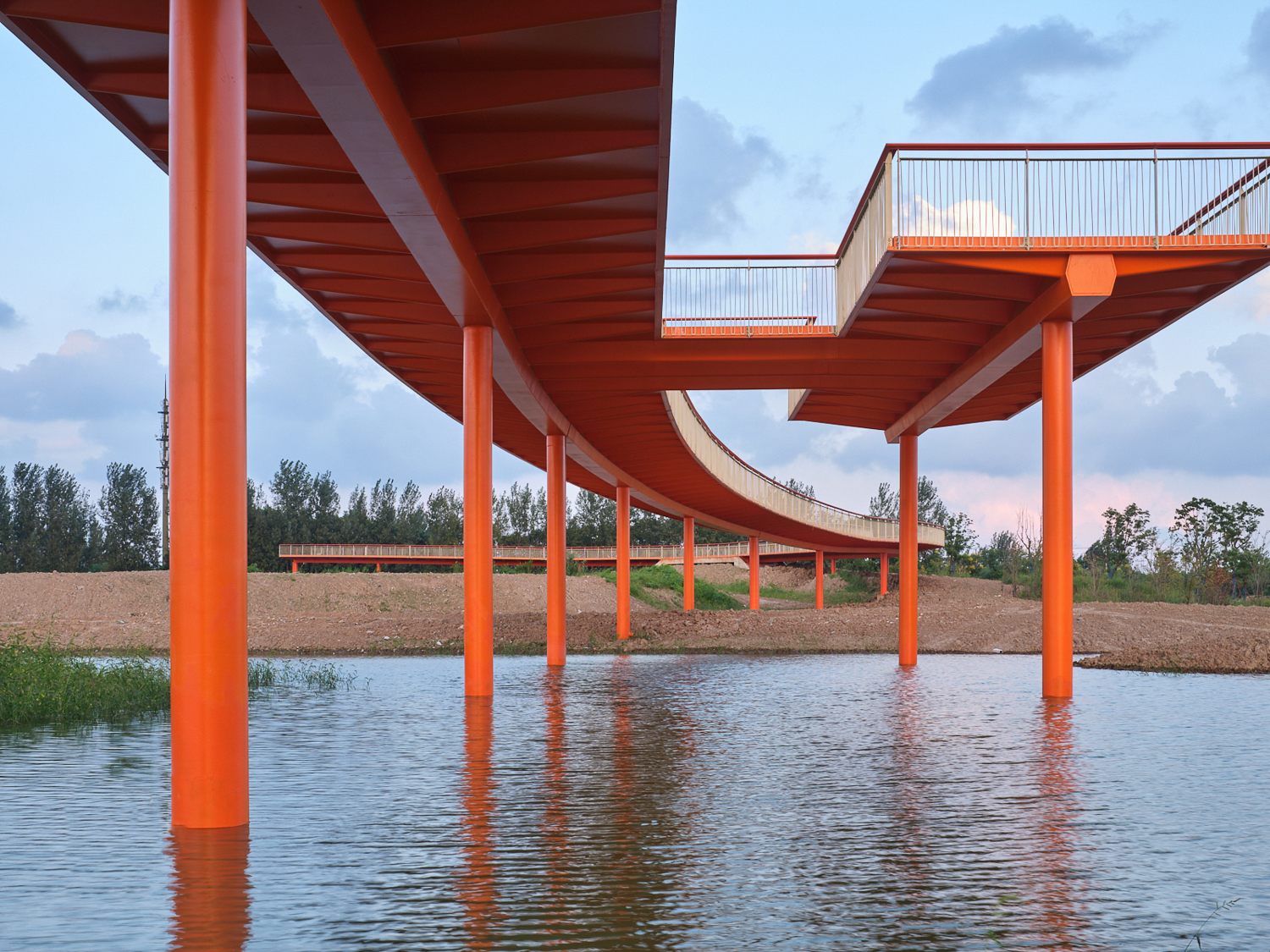
The Flying Spine in Shanghai (2016)
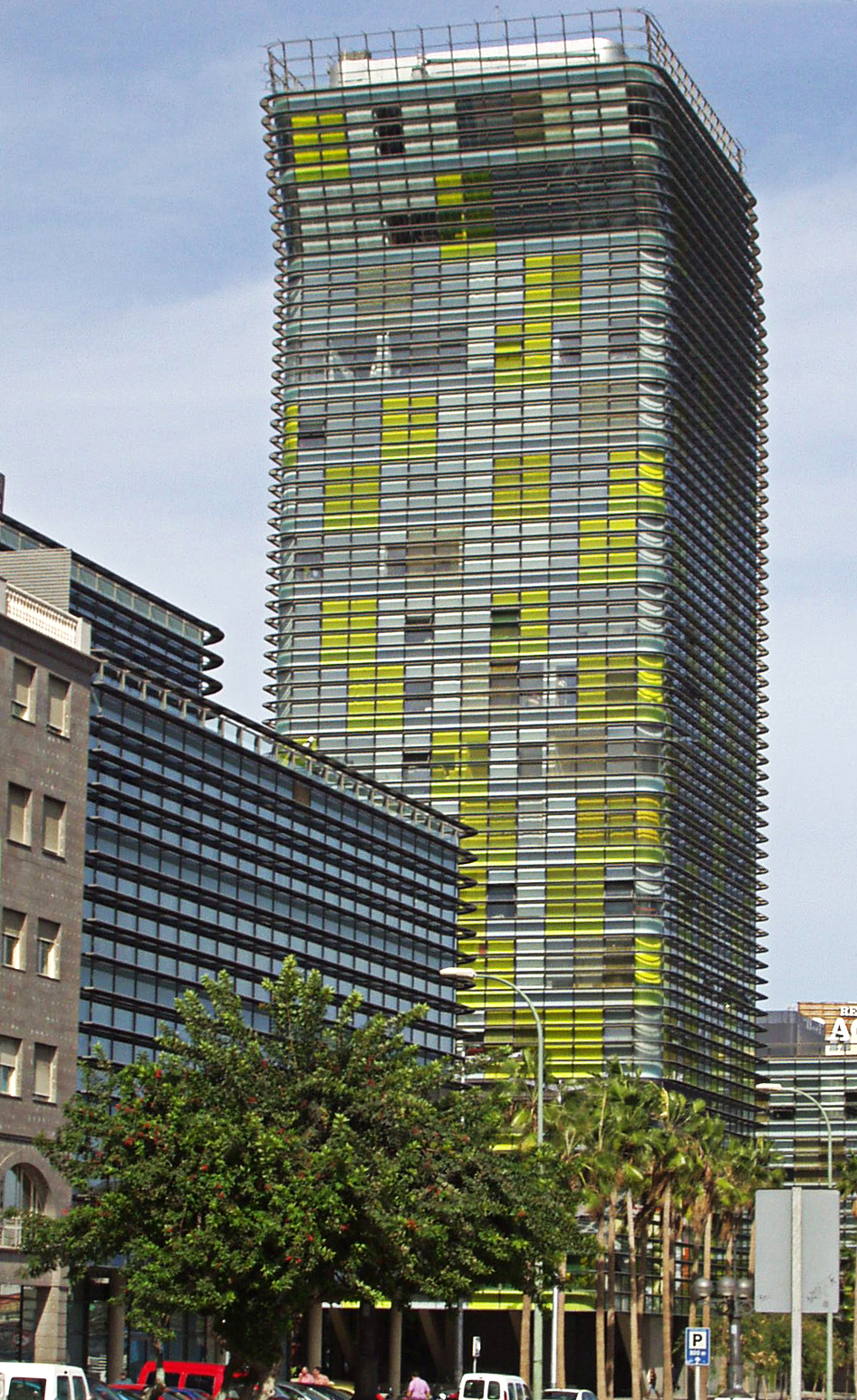
Woermann Toren in Las Palmas (2005)
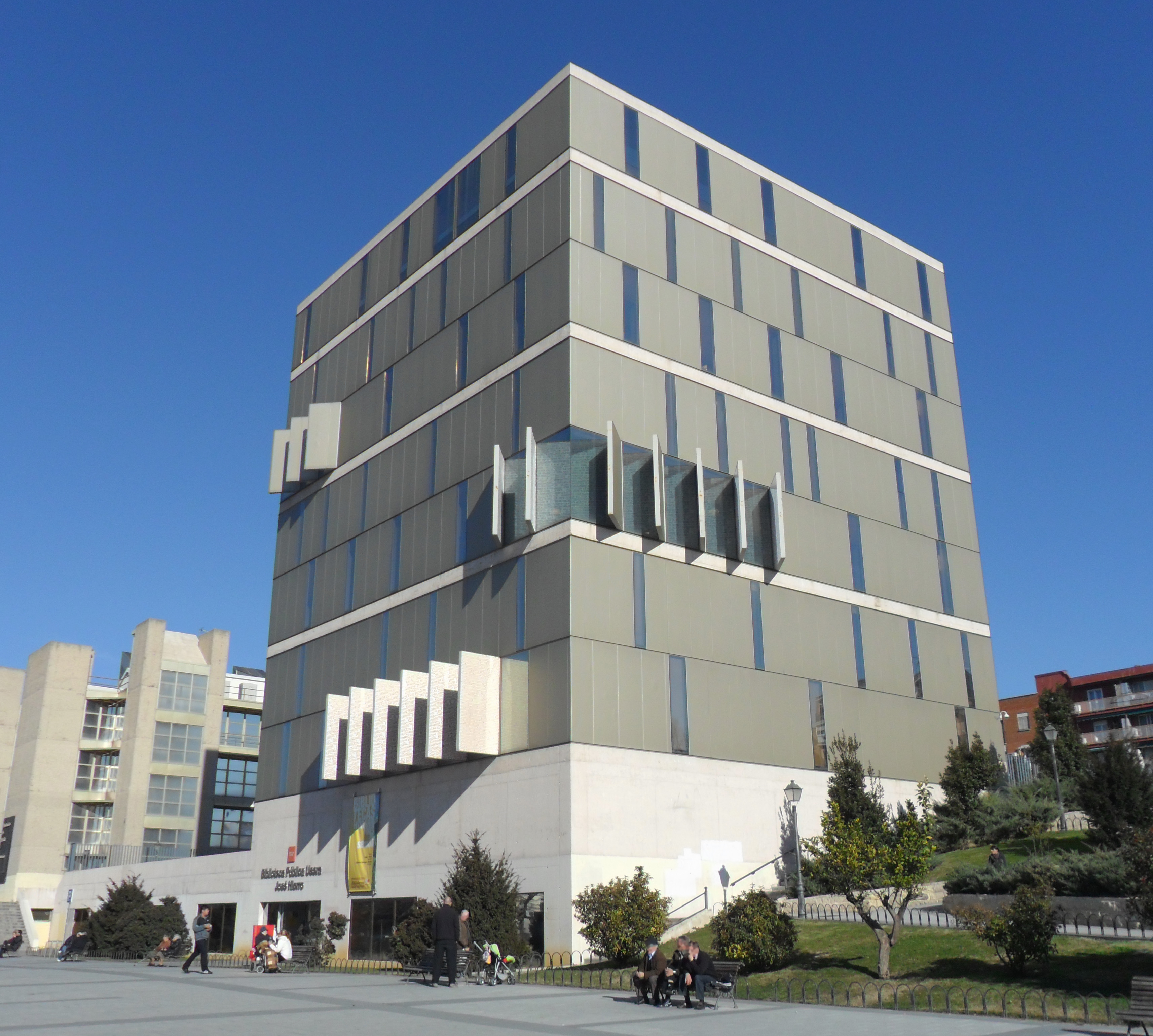
Publieke Bibliotheek José Hierro in Madrid

- Bibsys: 1032546
- Biblioteca Nacional de España: XX1721609
- Bibliothèque nationale de France: cb14583751s (data)
- Catàleg d'autoritats de noms i títols de Catalunya: 981058519765606706
- Gemeinsame Normdatei: 124409253
- International Standard Name Identifier: 0000 0001 2149 129X
- Library of Congress Control Number: no94026416
- Nationale Bibliotheek van Tsjechië: xx0115736
- Nationale bibliotheek van Australië: 36589445
- Nationale Bibliotheek van Israël: 987007460472705171
- Nationale en Universitaire bibliotheek Zagreb: 000638716
- Nederlandse Thesaurus van Auteursnamen: 315016779
- RKD-Nederlands Instituut voor Kunstgeschiedenis: 227310
- Système universitaire de documentation: 10358546X
- Trove: 1308514
- Union List of Artist Names: 500078554
- Virtual International Authority File: 120628249
- WorldCat: E39PBJrmbxVTg6JbCH6rQ7cdcP